# Bario steindachneri
Bario steindachneri är en fiskart som först beskrevs av Eigenmann, 1893.  Bario steindachneri ingår i släktet Bario och familjen Characidae. Inga underarter finns listade.